# 瀨戶利樹
濑户利树（日语：／ Seto Toshiki，1995年10月7日—），日本男演员，千叶县出身。

## 生平
2013年，濑户曾是属于研音的新人部門Next Generation，并在2014年，他在电视剧集《即使弱小也能取胜～青志老师跟技术拙劣的高中球员的野心～》出道。
2015年，他的电影出道作为《流浪者年代记》。其后于同年8月，成为研音的旗下艺人。
2022年3月28日，發表將於3月31日離開研音。現在隸屬於株式會社KON-RUSH。
他的技能是打棒球，兴趣則是看电影。

## 演出作品

### 電視劇
- 即使弱小也能取胜～青志老师跟技术拙劣的高中球员的野心～（2014年4月12日 - 6月21日、日本電視台） - 飾演 桐生晋太郎
- 鈴木商店的當家娘（2014年5月9日、讀賣電視台） - 飾演 長造
- ビンタ! 〜弁護士事務員ミノワが愛で解決します〜 第9話（2014年11月27日、讀賣電視台） - 飾演 足立聰
- 化石の微笑み（2015年3月29日、朝日電視台） - 飾演 山本
- 天皇的御廚（2015年4月26日 - 7月12日、TBS） - 飾演 秋山耕四郎
- モンタージュ 三億円事件奇譚（2016年6月25日・26日、富士電視台） - 飾演 横溝保[5]
- 假面騎士EX-AID（2016年10月2日 - 2017年8月27日、朝日電視台） - 飾演 鏡飛彩 / 假面騎士Brave（聲）[6]
- 暮蟬悲鳴時解（2016年11月25日 - 12月16日、BS Sky PerfecTV!（日语：BSスカパー!）） - 飾演 北條悟史
- 重要参考人探偵 第7話（2017年12月1日、朝日電視台） - 飾演 清見悠[7]
- いつまでも白い羽根（2018年4月7日 - 5月26日、東海電視台・富士電視台） - 飾演 日野瞬也
- Signal 長期未解決事件搜查班 第8話 - 最終話 （2018年5月29日 - 6月12日、富士電視台） - 飾演 齋藤裕也
- 假面騎士ZI-O 第3・4話（2018年9月16日・23日、朝日電視台） - 飾演 鏡飛彩（友情出演）[8]
- 深夜的糟糕戀愛圖鑑 （2018年10月7日 - 12月9日、朝日電視台） - 飾演 國分諒
- Legal V～前律師·小鳥遊翔子～ 第5話 （2018年11月15日、朝日電視台） - 飾演 町村誠
- 都立水商！～令和～ （2019年5月7日、MBS/TBS） - 飾演 大竹哲太
- 偽裝不倫（2019年7月10日、日本電視台） - 飾演 八神風太
- Marry me！ （マリーミー）、（2020年10月3日、朝日放送電視台） - 飾演 秋保心
- 理想男子 （理想のオトコ）、（2021年4月8日 - 5月27日、東京電視台） - 飾演 高野正巳
- 來自灰色星球的小王子（2021年7月15日 - 9月23日、富士電視台） - 飾演 有栖川遼
- 小子愛找茶（2021年10月8日 - 12月24日、東京電視台） - 飾演 山田航
- 前輩，這不叫戀愛！ （2022年6月17日、MBS） - 飾演 金田優希（與內藤秀一郎雙主演）
- 六本木Class 第3話（2022年7月21日、朝日電視台） - 飾演 立花健人
- 我們的微小終末（2023年1月30日 - 、朝日放送電視台） - 飾演 仁科真澄（與中田圭祐雙主演）
- 呆萌酷男孩 第6話 - （2023年5月20日 - 、東京電視台） - 飾演 五十嵐元晴
- 獨活女子的守則3 第10話（2023年6月8日、東京電視台） - 飾演 五十嵐元晴

### 電影
- 流浪者年代记（2015年6月27日、華納兄弟） - 飾演 隆二
- 假面騎士EX-AID（東映） - 飾演 鏡飛彩 / 假面騎士Brave（聲）
  - 假面騎士平成Generations Dr.Pac-Man對EX-AID&Ghost with 傳說騎士（2016年12月10日）
  - 假面騎士×超級戰隊 超 超級英雄大戰（2017年3月25日） - 飾演 鏡飛彩 / 假面騎士Brave（聲）、另一個飛彩 / 假面騎士True Brave（聲）（一人分飾兩角）
  - 劇場版 假面騎士EX-AID True・Ending（2017年8月5日）
  - 假面騎士平成Generations FINAL Build & EX-AID with 傳說騎士（2017年12月9日）
- P與JK（2017年3月25日、松竹） - 飾演 伊藤
- 男子啦啦隊！！ （2019年5月10日、萬代南夢宮藝術・波麗佳音） - 飾演 德川翔
- 賭博默示錄3：最終遊戲（2020年1月10日、東寶） - 飾演 菅原太一
- Signal 100（2020年1月24日、東映）- 飾演 和田隼
- 我沒有退休金！（2021年10月30日、東映） - 飾演 後藤勇人

### Original Video
- 假面騎士EX-AID [裏技]假面騎士Lazer（2017年4月28日、東映） - 飾演 鏡飛彩 / 假面騎士Brave（聲）
- EX-AID Trilogy Another・Ending 假面騎士Brave ＆ Snipe（2018年3月28日・4月25日、東映） - 飾演 鏡飛彩 / 假面騎士Brave（聲）

### 舞台劇
- 私のホストちゃん THE FINAL ～激突!名古屋栄編（2016年1月29日 - 3月2日）
- 演劇集団Z-Lion 第9回公演 「夢のLife two トゥライフ」（2017年10月25日 - 29日）
- 大きな虹のあとで〜不動四兄弟〜 （2018年8月3日 - 7日）

### MV
- 家入里歐「Chocolate」（2013年）
- Suzu「you can do it!」（2014年）
- Suzu「ひかりの方へ」（2014年）
- SPYAIR「ファイアスターター」（2015年）
- 可口可樂「風をみつめて」（2018年）

### 寫真集
- SETOGRAPH （2017年10月6日、home社）

### CM
- 大塚製藥「オロナミンC」（2017年）
- SONY「PlayStation®VR」（2017年）